# Валютна криза в Росії (2022)
Валютна криза в Росії (2022-2023) — різке ослаблення російського рубля по відношенню до іноземних валют, яке почалося 28 лютого 2022 року, коли долар здорожчав з 83.5 до 105 рублів, а російська економіка потрапила у важкий занепад внаслідок вторгнення Росії в Україну і наступних за ними економічних санкцій, націлених на російський банківський сектор (зокрема часткове відключення Росії від SWIFT), Володимира Путіна та інших членів уряду. У наступні дні рубль продовжував падати, досягнувши 7 березня рекордних 139 рублів за 1 долар. Потім ситуація дещо поліпшилася, а у середині березня президент Росії
Володимир Путін, підписав указ, що з 1 квітня 2022 року світ має платити за російський газ у рублях. Це ще більше зміцнило рубль, і 1 квітня 2022 року курс долара повернувся до докризових показників. З 4 квітня долар у Росії продовжив падіння, досягнувши 27 травня рекордних з 2015 року 60 рублів за долар, а подекуди долар падав і нижче. Потім інфляція рубля призупинилася, і з 30 травня по 3 червня долар тримався на рівні 60-65 рублів. Економісти вважали, що так триватиме до 30 вересня, а з 3 жовтня долар знову дорожчатиме, але вже 6 червня долар знову почав падати. У наступні 3 тижні він впав аж до 52 рублів, але то і було дном його падіння. Бо ще у травні 2022 року, США позбавили Росію ліцензії на оплату боргів у доларах, водночас продовжуючи відмовлятися приймати розплату у рублях. 26 червня 2022 року було останнім днем, коли Росія могла відплатити свій черговий борг. Цього не сталося, і наступного дня, у понеділок, у Росії де-факто стався дефолт, хоча офіційно російська влада цього не визнала. Хай там як, але з цього часу рубль знову став падати, повернувшись до показників початку 2022. Восени 2022 року США та ЄС заявили, що з 5 грудня 2022 року діятиме стеля ціни на російську нафту у 60 доларів, а з 5 лютого 2023 року ця стеля розширилося на всі російські нафтопродукти. Вже навесні 2023 Росія зіштовхнулася з дефіцитом державного бюджету, і долар знову почав дорожчати, на початку жовтня перевищивши в досягнувши в ціні 100 рублів. Після початку війни в Ізраїлі у світі загострилася енергетична криза, і завдяки новій хвилі підвищення цін на енергоносії, які є основним продуктом експорту Росії, ситуація на валютному ринку стабілізувалася на рівні 90-100 рублів за долар. У серпні 2024 року, після вторгнення ЗСУ на Курщину стан справ на енергоринку знову погіршився, що вдарило по курсу рубля, і наприкінці 2024 року він доходив до 110 рублів за долар. Проте з початком переговорів США та Росії щодо вирішення українського питання у лютому 2025 року рубль різко зріс, і долар знову впав нижче 90 рублів. Подальша ситуація залежить від того, наскільки успішними будуть переговори, від яких певною мірою залежать очікування щодо можливого завершення війни, і, відповідно, скасування санкцій проти Росії, а також від цін на енергоресурси, від яких російська економіка сильно залежала впродовж всієї своєї новітньої історії.

## Фінансові, економічні та соціальні наслідки

### Фондові ринки та рублі
У Росії перший етап економічних санкцій у відповідь на вторгнення Росії в Україну мав негайний ефект. Російський фондовий ринок впав на 39 % по Індексу РТС, 24 лютого, в перший день вторгнення, з аналогічними падіннями в наступні дні. Рубль впав до рекордних мінімумів, у зв'язку з обмінами росіянами грошей. Московська та Санкт-Петербурзька фондові біржі були припинені. Центральний банк Росії оголосив про свої перші ринкові інтервенції після окупації Криму у 2014 році стабілізувати ринок. Він також підвищив відсоткові ставки до 20 % і заборонив іноземцям продавати місцеві цінні папери. Через санкції російський фонд національного добробуту ризикує зникнути. У російських містах з'явилися довгі черги і порожні банкомати.
Під час другого етапу санкцій, у яких різні російські банки було усунуто від SWIFT і прямих санкцій щодо російського центрального банку, вартість рубля впала на 30 % стосовно доллару США до 119 руб. за $1 станом на 28 лютого. В результаті Центральний банк Росії підвисив відсоткові ставки до 20 %, намагаючись збалансувати падаючий рубль, тимчасово закрив Московську фондову біржу, зобов'язав усі російські компанії продавати 80 % валютних резервів і заборонив іноземцям продавати активи в Росії.
У травні 2022 року Європейська комісія запропонувала та затвердила часткову заборону на імпорт нафти з Росії, що є частиною економічної відповіді на російське вторгнення в Україну. 18 травня 2022 року Європейський Союз опублікував плани щодо припинення залежності від російської нафти, природного газу та вугілля до 2027 року. У червні 2022 року уряд США погодився дозволити італійській компанії Eni та іспанській Repsol імпортувати нафту з Венесуели до Європи, щоб замінити імпорт нафти з Росії. Франція провела переговори з Об'єднаними Арабськими Еміратами щодо заміщення частини імпорту російської нафти.

## Див.також
- Санкції проти Росії через вторгнення до України 2022 року